# جوزيف نيكلسون بارني
جوزيف نيكلسون بارني (بالإنجليزية: Joseph Nicholson Barney)‏ هو ضابط أمريكي، ولد في 1818 في ماريلند في الولايات المتحدة، وتوفي في 1899 في فرجينيا في الولايات المتحدة.